# 2024년 하계 올림픽 에티오피아 선수단
에티오피아는 2024년 7월 26일부터 8월 11일까지 파리에서 열리는 2024년 하계 올림픽에 참가했다. 1956년 공식 데뷔 이후 에티오피아 선수들은 세 차례를 제외하고 모든 하계 올림픽에 출전했다. 1976년 몬트리올 올림픽은 일부로 개최되었다. 콩고가 주도한 보이콧, 로스앤젤레스 1984는 소련 보이콧, 그리고 서울 1988은 북한과의 연대에 대한 충성의 일환이었다.

## 출전 선수
| 종목 | 남자 | 여자 | 전체 |
| ---- | ---- | ---- | ---- |
| 육상 | 16   | 17   | 33   |
| 수영 | 0    | 1    | 1    |
| 전체 | 16   | 18   | 34   |

## 메달 집계
| 종목 | 1 | 2 | 3 | 합계 |
| 종목 | ' | ' | ' | '    |
| 종목 | ' | ' | ' | '    |
| 종목 | ' | ' | ' | '    |
| 합계 | ' | ' | ' | '    |

## 같이 보기
- 2024년 하계 올림픽